# Macintosh IIx
De Macintosh IIx is een personal computer die ontworpen, gefabriceerd en verkocht werd door Apple Computer van september 1988 tot oktober 1990. Dit model werd geïntroduceerd als een update van de originele Macintosh II, waarbij de 16 MHz Motorola 68020 CPU en 68881 FPU vervangen werden door een 68030 CPU en 68882 FPU met dezelfde kloksnelheid.
De IIx was de tweede van drie Macintosh II-modellen die de grote behuizing gebruikte met plaats voor twee diskettestations en zes NuBus-slots; het laatste model was de Macintosh IIfx. Apple's nomenclatuur uit die tijd  gebruikte de "x" om de 68030 CPU aan te duiden, net als bij de Macintosh IIcx en IIvx.
Het diskettestation van 800 kB werd vervangen door een FDHD SuperDrive van 1,44 MB. De IIx is de eerste Macintosh die standaard een SuperDrive had.
Ondersteuning en reserveonderdelen voor de IIx waren beschikbaar tot 31 augustus 1998.

## Specificaties
- Processor: Motorola 68030, 16 MHz
- FPU : Motorola 68882
- PMMU : geïntegreerd in de processor
- Systeembus snelheid: 16 MHz
- ROM-grootte: 256 kB
- Databus: 32 bit
- RAM-type: 120 ns 30-pin SIMM
- Standaard RAM-geheugen: 1 of 4 MB
  - Uitbreidbaar tot maximaal 128 MB[a]
  - RAM-sleuven: 8 (per vier)
- Standaard video-geheugen: 256 kB VRAM[b]
  - Uitbreidbaar tot maximaal 512 kB VRAM[b]
- Standaard diskettestation: 3,5-inch, 1,44 MB (optioneel ook tweede diskettestation)
- Standaard harde schijf: 40 of 80 MB (optioneel)
- Uitbreidingssleuven: 6 NuBus
- Type batterij: 2× 3,6 volt Lithium
- Uitgangen:
  - 2 ADB-poorten (mini-DIN 4) voor toetsenbord en muis
  - 1 SCSI-poort (DB-25)
  - 2 seriële poorten (mini-DIN-8)
  - 1 audio-uit (3,5 mm jackplug)
- Ondersteunde systeemversies: 6.0.1 t/m 7.5.5 en A/UX 1.0.1 t/m 3.1.1
- Afmetingen: 14,0 cm × 47,5 cm × 36,6 cm  (hxbxd)
- Gewicht: 10,9 kg

Uit productie: 1984: Macintosh 128K, Macintosh 512K · 1985: Macintosh XL · 1986: Macintosh Plus · 1987: Macintosh II, Macintosh SE · 1988: Macintosh IIx · 1989: Macintosh SE/30, Macintosh IIcx, Macintosh IIci, Macintosh Portable · 1990: Macintosh IIfx, Macintosh Classic, Macintosh IIsi, Macintosh LC serie · 1991: Macintosh Quadra 700, Macintosh Quadra 900, Apple PowerBook · Macintosh Classic II · 1992: Macintosh IIvx, Macintosh Quadra 950, PowerBook Duo, Macintosh Performa serie · 1993: Macintosh Centris serie, Macintosh Color Classic, Macintosh TV · Apple Workgroup Server · 1994: Power Macintosh · 1997: Power Macintosh G3, PowerBook G3, Twentieth Anniversary Macintosh · 1998: iMac · 1999: iBook, Power Mac G4 · 2000: Power Mac G4 Cube · 2001: PowerBook G4 · 2002: eMac, iMac G4 · 2003: Xserve, Power Mac G5 · 2004: iMac G5 · 2005: Mac mini · 2006: MacBook · 2015: MacBook (Retina) · 2017: iMac Pro

Huidige modellen: MacBook Air, MacBook Pro, iMac, Mac mini, Mac Studio, Mac Pro